# IRX1
L'IRX1 (pour « Iroquois homeobox 1 ») est un facteur de transcription de l'homéobox. Son gène est le IRX1 situé sur le chromosome 5 humain.

## Rôles
Outre son rôle dans le développement embryonnaire, il a une activité suppresseur de tumeur notamment dans le cancer de l'estomac ou ORL, l'inhibition du gène se faisant par méthylation. A contrario, son hyperexpression facilite le développement des métastases lors d'un ostéosarcome en stimulant la voie du CXCL14/NF-κB. 
Une mutation du gène augmenterait le risque de survenue d'une scoliose.